# Ekoregion

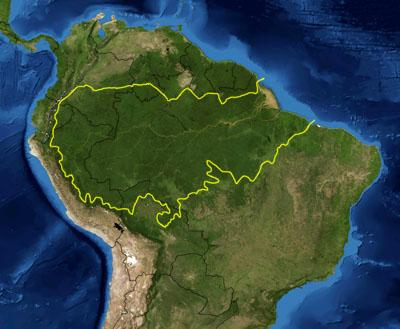
Ekoregion amazońskiego lasu deszczowego. Ameryka Południowa

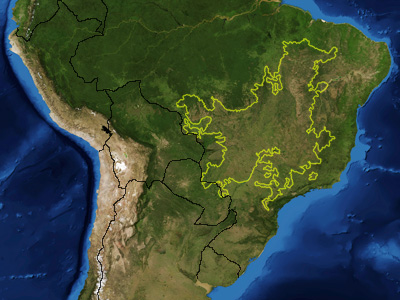
Ekoregion Cerrado. Ameryka Południowa

Ekoregion lub region ekologiczny jest stosunkowo dużym obszarem biogeograficznym, który wyróżnia się wyjątkowym charakterem ekologii, klimatu, geomorfologii, gleb, hydrologii, flory i fauny.

## Wprowadzenie
Światowy Fundusz na rzecz Przyrody (World Wide Fund for Nature, WWF) definiuje ekoregion jako rozległy obszar ziemi lub wody, który zawiera geograficznie wyróżniający się zbiór naturalnych zbiorowisk. Obszary te współdzielą znaczną większość swoich gatunków, dynamikę ekologiczną, podobne warunki środowiskowe i oddziałują ekologicznie w decydujący sposób na ich długoterminowe utrzymanie. Najbardziej znane ekoregiony pochodzą z WWF, jednak ich granice mogą się różnić w zależności od autorów i rządowych instytucji ochrony środowiska.
Użycie terminu ekoregion jest konsekwencją gwałtownego wzrostu zainteresowania ekosystemami i ich funkcjonowaniem. W szczególności zwraca się uwagę na wpływ skali przestrzennej na badanie i ochronę krajobrazów. Często uznaje się, że połączone ze sobą ekosystemy tworzą całość, która jest „większa niż suma jej części”. Istnieje wiele prób reagowania na ekosystemy w zintegrowany sposób w celu uzyskania „wielofunkcyjnych” krajobrazów; różne grupy interesu od naukowców zajmujących się rolnictwem po ekologów używają „ekoregionów” jako jednostki analizy.
WWF dzieli powierzchnię Ziemi na osiem stref ekologicznych, podzielonych z kolei na łącznie 867 ekoregionów lądowych. Strefy ekologiczne są bardzo dobrze zdefiniowane, ale granice ekoregionów wciąż podlegają zmianom i kontrowersji. Jeśli chodzi o katalogowanie ekoregionów morskich i słodkowodnych, nie zostało jeszcze opublikowane.
WWF wybrała 238 ekoregionów jako najbardziej reprezentatywnych z różnych biomów naszej planety. Te 238 regionów są zgrupowane w projekcie Global 200.
Ramowa dyrektywa wodna dzieli europejskie wody śródlądowe i ich zlewnie na następujące ekoregiony:
1. Region iberyjsko-makaronezyjski
2. Pireneje
3. Włochy, Korsyka i Malta
4. Alpy
5. Zachodnie Bałkany Dynarskie
6. Zachodnie Bałkany Greckie
7. Bałkany Wschodnie
8. Wyżyny zachodnie
9. Wyżyny centralne
10. Karpaty
11. Niziny węgierskie
12. Region pontyjski
13. Równiny zachodnie
14. Równiny centralne
15. Region bałtycki
16. Równiny wschodnie
17. Irlandia i Irlandia Północna
18. Wielka Brytania
19. Islandia
20. Wyniesienia borealne
21. Tundra
22. Tarcza fennoskandynawska
23. Tajga
24. Kaukaz
25. Depresja kaspijska.

Wyróżniane w ramowej dyrektywie wodnej ekoregiony wód przejściowych i wód przybrzeżnych odpowiadają morzom i oceanowi: Ocean Atlantycki, Morze Norweskie, Morze Barentsa, Morze Północne, Morze Bałtyckie, Morze Śródziemne.

## Biomy

### W ekoregionach lądowych
867 ekoregionów lądowych jest również rozmieszczonych w 14 różnych biomach:
- lasy deszczowe
- las suchy
- subtropikalny las iglasty
- umiarkowany las liściasty
- umiarkowany las iglasty
- tajga
- sawanna
- preria
- zalana sawanna
- górska łąka
- tundra
- las śródziemnomorski
- pustynia
- lasy namorzynowe

### W ekoregionach słodkowodnych
Ekoregiony słodkowodne są podzielone na 12 biomów:
- wielkie jeziora
- duże delty
- wody polarne
- górskie rzeki
- umiarkowane wybrzeża
- równiny zalewowe i umiarkowane mokradła
- umiarkowane płaskowyże
- wybrzeża tropikalne i subtropikalne
- równiny aluwialne oraz tereny podmokłe tropikalne i podzwrotnikowe
- płaskowyże tropikalne i podzwrotnikowe
- baseny endoreiczne i kserofilne
- wyspy oceaniczne

### W ekoregionach morskich
Ekoregiony morskie są podzielone na 5 biomów:
- morza polarne
- umiarkowane morza kontynentalne
- prądy umiarkowane
- prądy tropikalne
- rafy koralowe